# أبو تلول (بئر السبع)
أبو تلول قرية تقع شرقي بئر السبع بمسافة 15 كم وهي جنوب طريق بئر السبع ديمونا. صودرت أغلب أراضي القرية عام 1978 بعد اتفاقية السلام التي ابرمت مع مصر وقد صادرت الدولة انذاك أكثر من 95% من اراضي القرية ومن قرية وادي المشاش ومنطقة الرميل التابع لقرية ام متنان. وقد تحرك سكان أبو تلول الذين يسكنون في هذه المنطقة المصادرة إلى الطرف الشمالي للمنطقة. يحدها من الجانب الشرقي قريتي ام متنان والمذبح ومن الغرب صويوين وخشم زنة.

## التاريخ وأصل الاسم
سميت بهذا الاسم نسبة إلى منطقة تكثر فيها التلال الصغيرة، أبو تلول منطقة كبيرة تضم بداخلها مناطق أخرى لها.
بعله قرية كنعانية قديمة وهي على مجموعة تلال حيث تظهر الآثار لهذه الخربة ويوجد فيها الكثير
من ابار المياه التي تلتقط مياه الأمطار .

## السكان والمرفقات
يبلغ عدد السكان في القرية حوالي 5000 نسمة. يوجد في القرية مدرستين يتعلم في هاتين المدرستين ما يقارب 1800 طالبا من القرية ومن بعض القرى المجاورة.